# Hidaka subprefektur
Hidaka (japanska: 日高振興局?, Hidaka-shinkō-kyoku) är ett förvaltningsområde (subprefektur) i Hokkaido prefektur i Japan. Området ligger på södra delen av Hokkaido. Det omfattar sju landskommuner. Landskommunerna är grupperade i sex distrikt, men dessa har ingen administrativ funktion utan fungerar i huvudsak som postadressområden. Huvudort är Urakawa.

## Administrativ indelning
| Namn       | Namn       | Areal (km²) | Folkmängd (2022) | Distrikt  | Typ                  |
| Romaji     | Kanji      | Areal (km²) | Folkmängd (2022) | Distrikt  | Typ                  |
| ---------- | ---------- | ----------- | ---------------- | --------- | -------------------- |
| Biratori   | 平取町     | 743,09      | 4 574            | Saru      | Landskommun (köping) |
| Erimo      | えりも町   | 284,00      | 4 173            | Horoizumi | Landskommun (köping) |
| Hidaka     | 日高町     | 992,07      | 10 982           | Saru      | Landskommun (köping) |
| Niikappu   | 新冠町     | 585,71      | 5 117            | Niikappu  | Landskommun (köping) |
| Samani     | 様似町     | 364,30      | 3 925            | Samani    | Landskommun (köping) |
| Shinhidaka | 新ひだか町 | 1 147,55    | 20 700           | Hidaka    | Landskommun (köping) |
| Urakawa    | 浦河町     | 694,30      | 11 760           | Urakawa   | Landskommun (köping) |